# Вальпараисо (муниципалитет)
Вальпараи́со (исп. Valparaíso) — муниципалитет в Мексике, штат Сакатекас, с административным центром в одноимённом городе. Численность населения, по данным переписи 2020 года, составила 32 461 человек.